# Липартелиани, Сосо
Сосо Липартелиани (груз. სოსო ლიპარტელიანი, род. 3 февраля 1971, Лентехский муниципалитет, Рача-Лечхуми и Квемо-Сванети) — грузинский дзюдоист, призёр чемпионата Европы и Олимпийских игр.
Дядя дзюдоистки Этери Липартелиани (род. 1999).

## Биография
Родился в 1971 году в селе Хопури. В 1993 году стал серебряным призёром чемпионата Европы. 23 июля 1996 года завоевал бронзовую медаль Олимпийских игр в Атланте, став первым в истории олимпийским призёром независимой Грузии. Во втором раунде проиграл корейцу Чо Ин Чхолю, но затем выиграл 4 схватки подряд и завоевал бронзу. Липартелиани стал одним из двух грузинских спортсменов, выигравших медаль на Олимпийских играх 1996 года, ещё одну бронзу принёс борец Эльдар Куртанидзе.